# Lisa Marie Presley
Lisa Marie Presley   (Memphis, 1 de febrer de 1968 - Los Angeles, 12 de gener de 2023) fou una actriu i cantant estatunidenca, filla d'Elvis Presley i Priscilla Beaulieu Presley. Els seus pares es van divorciar quan ella era encara petita, però els va veure amb regularitat malgrat la separació. El seu pare va morir l'any 1977, quan ella tenia només nou anys. Com a adulta es va endinsar en el món de la música i va arribar a treure tres àlbums. Es va casar amb el famós cantant Michael Jackson l'any 1994, de qui se'n va divorciar el 1996, dos anys després del casament. Va ser la parella també del músic Danny Keough (amb qui va tenir 2 fillsː Riley Keough i Danny Keough), de l'actor Nicolas Cage i del productor musical Michael Lockwood. Al llarg de la seva vida va tenir problemes de drogodependència i va morir a l'hospital després d'una aturada cardíaca.